# 德爾格羅夫鎮區 (明尼蘇達州派恩縣)
德爾格羅夫鎮區（英語：Dell Grove Township）是位於美國明尼蘇達州派恩縣的一個行政鎮區。

## 地方資料
德爾格羅夫鎮區的面積為109.78平方千米，當中陸地面積為106.86平方千米，而水域面積為2.92平方千米。根據2020年美國人口普查的數據，當地共有人口752人，而人口密度為每平方千米6.85人。